# Aartsbisdom Besançon

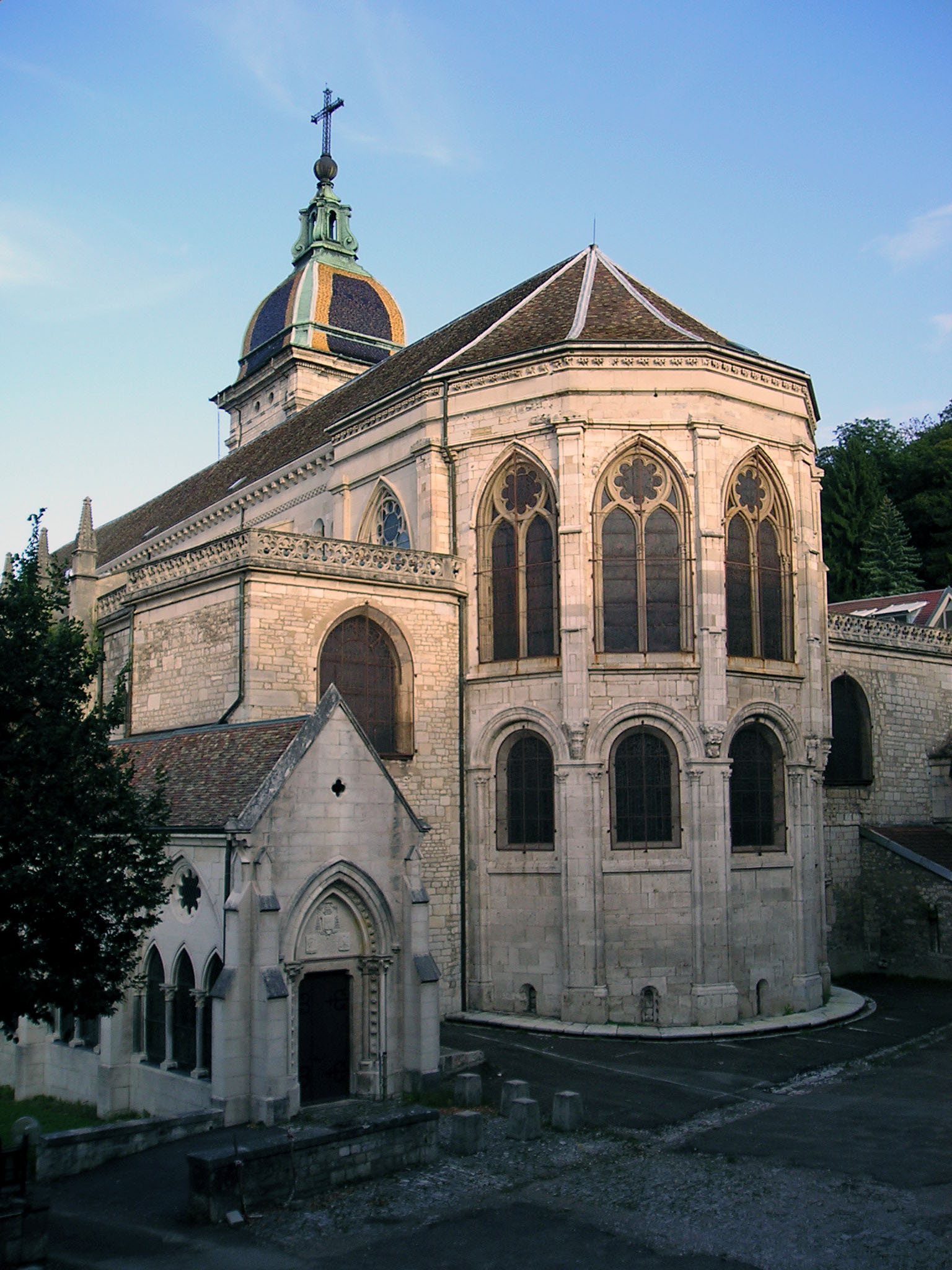
De Sint-Janskathedraal van Besançon

Het aartsbisdom Besançon (Latijn: Archidioecesis Bisuntina; Frans: Archidiocèse de Besançon) is een in Frankrijk gelegen katholiek aartsbisdom met zetel in de stad Besançon. De zetelkerk is de Sint-Janskathedraal van Besançon. De aartsbisschop van Besançon is metropoliet van de kerkprovincie Besançon waartoe ook de volgende suffragane bisdommen behoren:
- bisdom Belfort-Montbéliard
- bisdom Nancy
- bisdom Saint-Claude
- bisdom Saint-Die
- bisdom Verdun

## Geschiedenis
Tegen het einde van de tweede eeuw stuurde bisschop Ireneüs van Lyon twee evangelisten, de priester Ferreolus en zijn broer diaken Ferrutio (afkomstig van Athene in Griekenland) naar Besançon om daar een kerk te bouwen en de Sequani te evangeliseren. Ze werden beiden gemarteld rond 212 en werden de patroonheiligen van Besançon). Te Besançon wordt in de derde eeuw een bisdom gecreëerd dat in de vierde eeuw wordt verheven tot aartsbisdom. Het aartsbisdom en de aartsbisschoppen kwamen onder de invloed van de graven van het vrijgraafschap Bourgondië. Het aartsbisdom krijgt bekendheid doordat Gwijde van Bourgondië, de latere paus Calixtus II, administrator van het bisdom was, en zijn broer Hugo van Bourgondië er aartsbisschop werd. Latere aartsbisschoppen waren onder meer Frans van Busleyden en Antoine Perrenot de Granvelle. Tot 1803 was het bisdom een prinsaartsbisdom, het prinsaartsbisdom Besançon.
De huidige aartsbisschop is sinds 10 oktober 2013 Jean-Luc Bouilleret.

Besançon (aartsbisdom) · Belfort-Montbéliard · Nancy · Saint-Claude · Saint-Die · Verdun